# Chazan

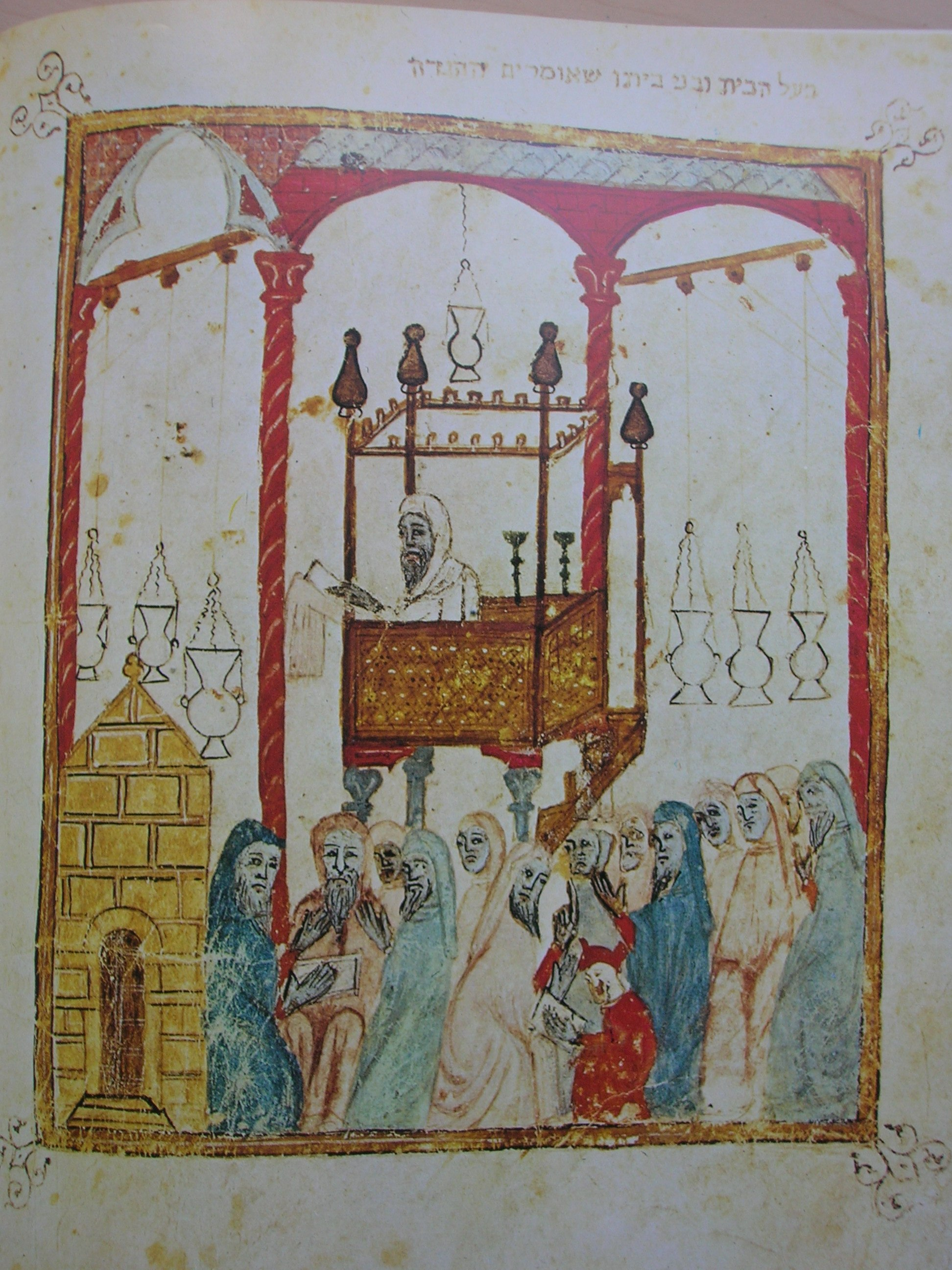
Vyobrazení chazana v pesachové hagadě z 15. století

Chazan (hebrejsky חזן‎), někdy nazývaný též kantor, je muž, který v synagoze vede společné modlitby (coby vyslanec obce – šeliach cibur – שליח צבור‎, zkráceně šac).
Nemusí jít o stálou funkci, chazanem se může v ten který okamžik stát v podstatě každý z minjanu. Dříve šlo o funkci výhradní a placenou, později převzal mnoho z jeho „obyčejné“ práce šamaš (v jidiš též šámes – správce synagogy). Chazan (kantor) musí mít výrazné morální kvality, ale jak se někdy s ironií říká[zdroj?], jediné co mnohdy rozhoduje, je chazanův hlas. V židovské liturgii je totiž zpěv důležitou složkou bohoslužby a mohlo by být pokládáno za znevážení, kdyby chazan „krákoral“. Mnoho chazanů se stalo díky koncertům nebo nahrávkám na CD i deskách celosvětově známými.
Chazan často slouží (ale nemusí) jako předčítající při čtení z Tóry (ba'al ha-kri'a).
Slovo „chazan“ je odvozeno od slova חזה‎ – dívat se, dohlížet. Ze stejného slova je odvozeno slovo biskup, původně řecké episkopos έπίσκοπος (dohlížitel). Existuje tedy domněnka, že chazan je předobrazem dnešního křesťanského biskupa.